# Sainte-Marie-à-Py
Pour les articles homonymes, voir Sainte-Marie et Py.
Sainte-Marie-à-Py est une commune française, située dans le département de la Marne en région Grand Est.
Ses habitants sont appelés les Copiots.

## Géographie

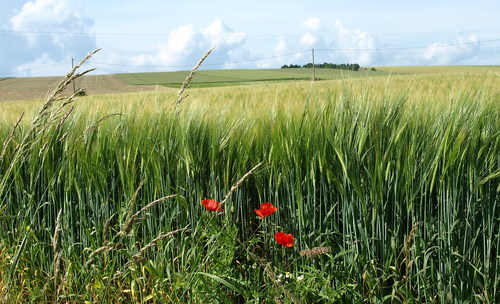
Vue sur les champs.

|                        | Saint-Étienne-à-Arnes Ardennes |                           |
| Saint-Souplet-sur-Py   | Sainte-Marie-à-Py              | Sommepy-Tahure            |
| Saint-Hilaire-le-Grand |                                | Souain-Perthes-lès-Hurlus |

La commune de Sainte-Marie-à-Py s'étend sur 2 658 ha au nord du département de la Marne, en limite des Ardennes. Sa vocation est essentiellement agricole.
La Py, affluent de la Suippe, traverse le territoire.

### Hydrographie

#### Réseau hydrographique
La commune est dans la région hydrographique « la Seine du confluent de l'Oise (inclus) à l'embouchure » au sein du bassin Seine-Normandie. Elle est drainée par la Py,.
La Py, d'une longueur de 15 km, prend sa source dans la commune de Sommepy-Tahure et se jette  dans la Suippe à Saint-Martin-l'Heureux, après avoir traversé cinq communes. 

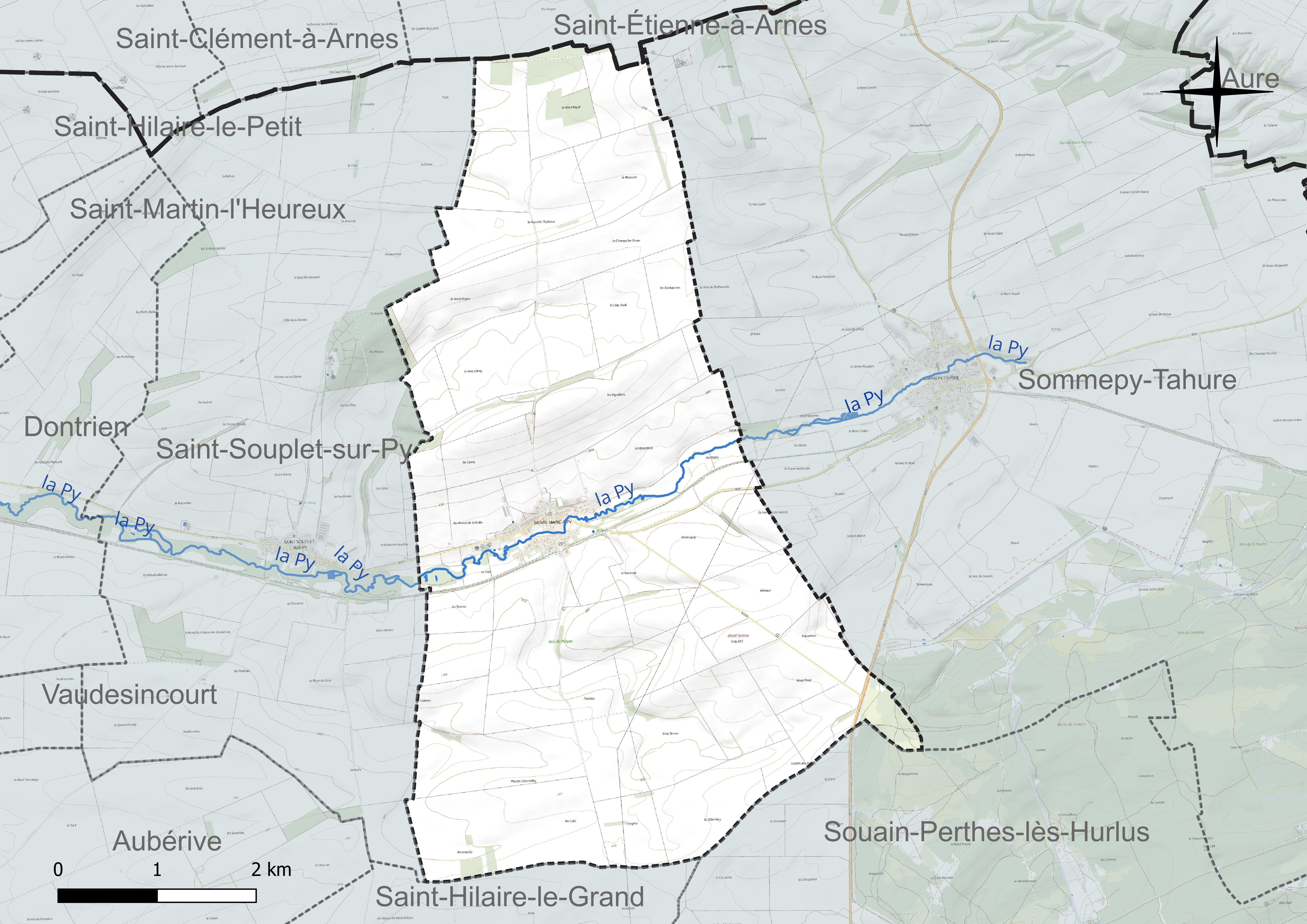
Réseau hydrographique de Sainte-Marie-à-Py.

#### Gestion et qualité des eaux
Le territoire communal est couvert par le schéma d'aménagement et de gestion des eaux (SAGE) « Aisne Vesle Suippe ». Ce document de planification, dont le territoire s’étend sur 3 096 km2 répartis sur trois départements (Aisne, Marne et Ardennes) et deux régions (Champagne-Ardenne et Picardie), a été approuvé le 16 décembre 2013. La structure porteuse de l'élaboration et de la mise en œuvre est le Syndicat d’aménagement des bassins Aisne Vesle Suippe (SIABAVES). 
La qualité des cours d’eau peut être consultée sur un site dédié géré par les agences de l’eau et l’Agence française pour la biodiversité. 

### Climat
Pour des articles plus généraux, voir Climat du Grand Est et Climat de la Marne.
En 2010, le climat de la commune est de type climat océanique dégradé des plaines du Centre et du Nord, selon une étude du Centre national de la recherche scientifique s'appuyant sur une série de données couvrant la période 1971-2000. En 2020, Météo-France publie une typologie des climats de la France métropolitaine dans laquelle la commune est exposée à un climat océanique altéré et est dans la région climatique  Nord-est du bassin Parisien, caractérisée par un ensoleillement médiocre, une pluviométrie moyenne régulièrement répartie au cours de l’année et un hiver froid (3 °C). 
Pour la période 1971-2000, la température annuelle moyenne est de 10,2 °C, avec une amplitude thermique annuelle de 15,8 °C. Le cumul annuel moyen de précipitations est de 793 mm, avec 12,4 jours de précipitations en janvier et 8,7 jours en juillet. Pour la période 1991-2020, la température moyenne annuelle observée sur la station météorologique de Météo-France la plus proche, « Sommepy », sur la commune de Sommepy-Tahure à 4 km à vol d'oiseau, est de 10,9 °C et le cumul annuel moyen de précipitations est de 771,4 mm. 
La température maximale relevée sur cette station est de 41 °C, atteinte le 25 juillet 2019 ; la température minimale est de −16 °C, atteinte le 4 janvier 2004,,. 
Les paramètres climatiques de la commune ont été estimés pour le milieu du siècle (2041-2070) selon différents scénarios d'émission de gaz à effet de serre à partir des nouvelles projections climatiques de référence DRIAS-2020. Ils sont consultables sur un site dédié publié par Météo-France en novembre 2022.

## Urbanisme

### Typologie
Au 1er janvier 2024, Sainte-Marie-à-Py est catégorisée commune rurale à habitat dispersé, selon la nouvelle grille communale de densité à sept niveaux définie par l'Insee en 2022.
Elle est située hors unité urbaine et hors attraction des villes,.

### Occupation des sols
L'occupation des sols de la commune, telle qu'elle ressort de la base de données européenne d’occupation biophysique des sols Corine Land Cover (CLC), est marquée par l'importance des territoires agricoles (95,3 % en 2018), une proportion identique à celle de 1990 (95,3 %). La répartition détaillée en 2018 est la suivante : 
terres arables (95,3 %), forêts (2,4 %), zones urbanisées (1,6 %), milieux à végétation arbustive et/ou herbacée (0,7 %). L'évolution de l’occupation des sols de la commune et de ses infrastructures peut être observée sur les différentes représentations cartographiques du territoire : la carte de Cassini (XVIIIe siècle), la carte d'état-major (1820-1866) et les cartes ou photos aériennes de l'IGN pour la période actuelle (1950 à aujourd'hui).

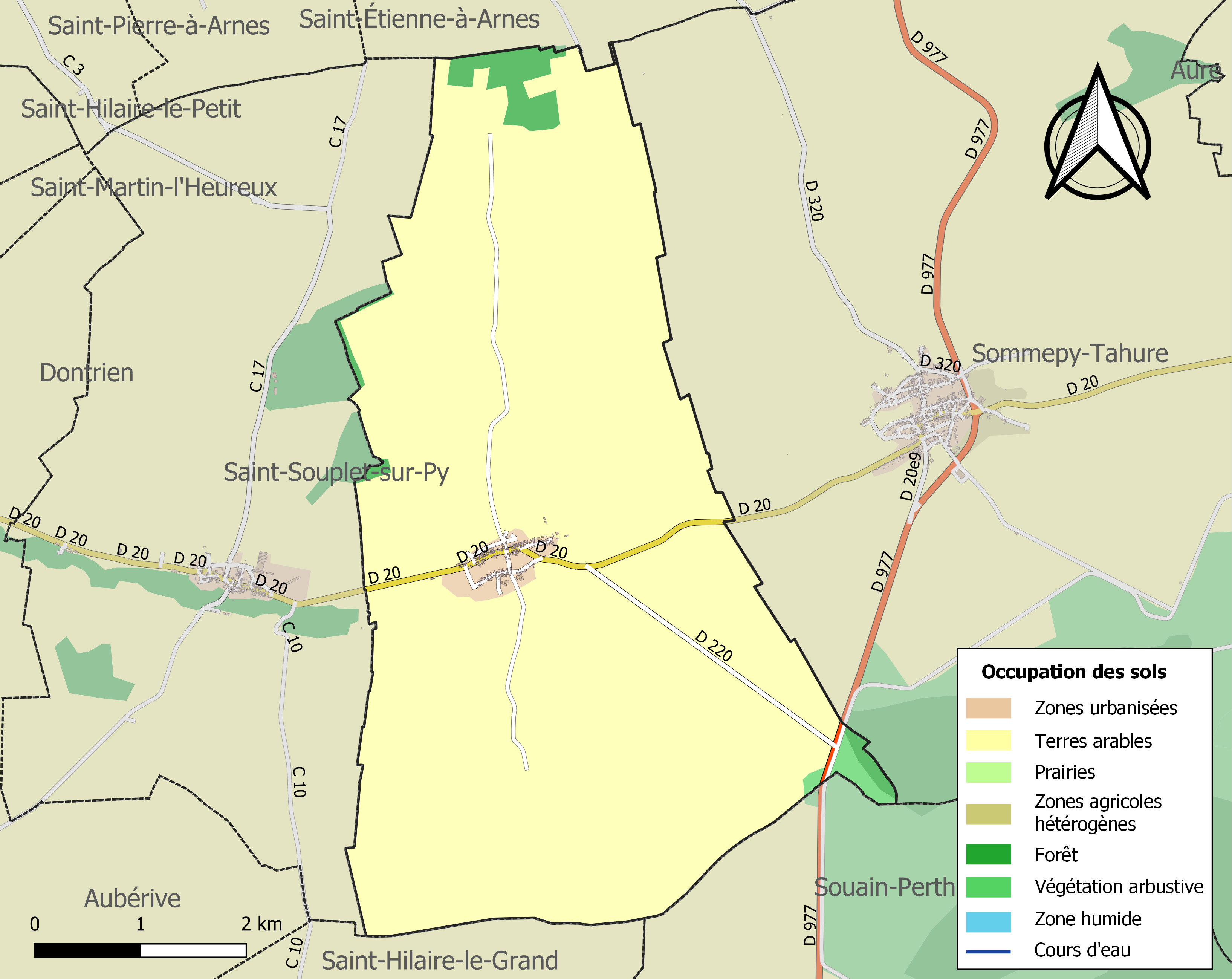
Carte des infrastructures et de l'occupation des sols de la commune en 2018 (CLC).

## Toponymie
En 1219, le village se nommait Sancta Maria Api. C'est en 1276, sous quatre pontificats différents durant cette même année, qu'il devint Sancta Maria ad Pinum, et ce, jusqu'en 1384. En 1793, le village devient Montagne-à-Py puis Valaumont en 1794, et depuis 1804 le village a repris son nom de Sainte-Marie-à-Py.
Sainte-Marie est un hagiotoponyme qui fait référence à Marie, mère de Jésus de Nazareth.
La Py est une rivière de Champagne, affluent en rive droite de la Suippe, donc sous-affluent de la Seine par l'Aisne et l'Oise, et qui coule dans le département de la Marne.
L'origine du nom des habitants serait un jeu que les jeunes gens pratiquaient. Il y a quelques centaines d'années, sûrement un jour de réjouissance (comme le 1er mai par exemple), ils se rassemblaient autour de la Py, y installaient une planche à laver, qui restait dans les lavoirs, après y avoir déposé dessus un « couperon » avec sa mèche allumée, ils lançaient la planche ainsi illuminée aux gré des flots et nul ne sait qui a prononcé cette phrase : « Ils ont mis le couperon à l'iau, c'est des coupiots » et ensuite par l'abréviation « Les copiots ».

## Histoire
Le village a été longtemps occupé par les troupes allemandes pendant la Première Guerre mondiale puis fin septembre et début octobre 1918, les poilus du 30e R.I. ont bataillé ferme pour dégager les positions ennemies autour de la commune. Beaucoup de sang versé de part et d'autre parmi les belligérants.

## Démographie
L'évolution du nombre d'habitants est connue à travers les recensements de la population effectués dans la commune depuis 1793. Pour les communes de moins de 10 000 habitants, une enquête de recensement portant sur toute la population est réalisée tous les cinq ans, les populations de référence des années intermédiaires étant quant à elles estimées par interpolation ou extrapolation. Pour la commune, le premier recensement exhaustif entrant dans le cadre du nouveau dispositif a été réalisé en 2005.

En 2022, la commune comptait 195 habitants, en évolution de −1,52 % par rapport à 2016 (Marne : −1,19 %, France hors Mayotte : +2,11 %).
| 1793 | 1800 | 1806 | 1821 | 1831 | 1836 | 1841 | 1846 | 1851 |
| ---- | ---- | ---- | ---- | ---- | ---- | ---- | ---- | ---- |
| 630  | 596  | 624  | 636  | 742  | 731  | 707  | 726  | 707  |

| 1856 | 1861 | 1866 | 1872 | 1876 | 1881 | 1886 | 1891 | 1896 |
| ---- | ---- | ---- | ---- | ---- | ---- | ---- | ---- | ---- |
| 669  | 648  | 615  | 589  | 565  | 536  | 489  | 458  | 424  |

| 1901 | 1906 | 1911 | 1921 | 1926 | 1931 | 1936 | 1946 | 1954 |
| ---- | ---- | ---- | ---- | ---- | ---- | ---- | ---- | ---- |
| 409  | 418  | 414  | 194  | 220  | 252  | 270  | 261  | 271  |

| 1962 | 1968 | 1975 | 1982 | 1990 | 1999 | 2005 | 2006 | 2010 |
| ---- | ---- | ---- | ---- | ---- | ---- | ---- | ---- | ---- |
| 291  | 271  | 242  | 243  | 213  | 214  | 202  | 198  | 193  |

| 2015 | 2020 | 2022 | - | - | - | - | - | - |
| ---- | ---- | ---- | - | - | - | - | - | - |
| 198  | 194  | 195  | - | - | - | - | - | - |

## Lieux et monuments
Notre-Dame-des-Champs.
Le monument ossuaire de la ferme de Navarin
Le monument dédié aux morts des armées de Champagne, encore appelé l'ossuaire de Navarin, se trouve en partie sur le territoire de la commune de Sainte-Marie à Py.
L'église
L’église majestueuse Notre-Dame a été reconstruite après la Première Guerre mondiale.
Le monument aux morts
Un simple cénotaphe de pierre porte cette inscription : « La Commune reconnaissante à ses Morts pour la Patrie ».
Le bâtiment mairie-école
Place Jean-Louis-Deville
Inauguration du bâtiment le 12 août 1927, construction par l'entreprise générale Angélo Tantoni de Vitry-le-François. Rénovation en 2010-2011.

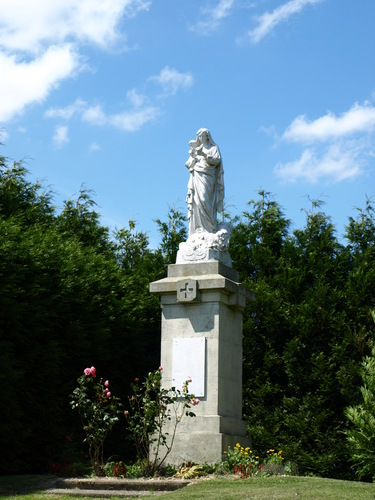
Notre-Dame-des-Champs.
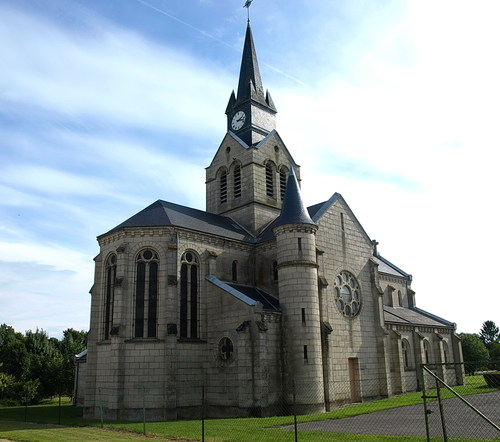
L’église Notre-Dame-de-Sainte-Marie à Py - 1927.

## Personnalités liées à la commune
- Jean-Louis Deville, né le 7 septembre 1757 et décédé le 22 août 1834 à Sainte-Marie-à-Py, Conventionnel.
- Blaise Cendrars (poète)[pourquoi ?]
- Otto Dix (peintre)[pourquoi ?] - Otto Dix est un des plus célèbres peintres allemands du XXe siècle, du courant de la Nouvelle Objectivité.